# MacBook (2006—2012)
MacBook — ноутбук компании Apple, выпускавшийся с 2006 по 2010 год. Пришёл на смену iBook.
Наиболее дешёвый MacBook, созданный по технологии Unibody (корпус вырезан из цельного куска алюминия).

## Характеристики
- Размеры и вес — 2,74 × 33,03 × 23,17 см, 2,13 кг.
- Корпус:

- модели А1181 2006-2009г.(1.1,2.1,3.1,4.1,4.2,5.2)-поликарбонат.
- модели А1342 2009-2010г. (6.1,7.1)-поликарбонат unibody 
- модель А1278 2008г. (5.1)- алюминий unibody 
- Монитор — глянцевый широкоформатный экран с диагональю 13,3 дюйма со Поддерживаемые разрешения: 4к,1280×800 (штатное), 1152×720, 1024×640, 1024×768, 800×600 800×500, 720×480 и 640×480.

Тип подсветки зависит от модели ноутбука. А1181 - ламповая, А1342,А1278 - светодиодная. 
- Процессор:

- модель A1181 начала 2006 года (1.1)- 32bit 2х ядерный процессор Core Duo с частотой 1.86-2.0ghz 35вт.
- модели A1181 конца 2006-конца 2008 годов (2.1,3.1,4.1,4.2)- 64bit 2х ядерный процессор Core 2 Duo с частотой 1.86-2.4ghz 35вт.
- модели A1181 2009 года (5.2), А1278 2008 года (5.1), А1342 2009-2010 годов (6.1,7.1)- 64bit 2х ядерный процессор Core 2 Duo с частотой 2.0-2.66ghz 25вт.
- Видеокарта:

В зависимости от модели, на ноутбуки устанавливать чипсеты с интегрированной графикой Intel или Nvidia.
- модели А1181 2006-2007г.(1.1,2.1) Intel GMA 950 64mb.
- модели А1181 2007-2008г.(3.1,4.1,4.2) Intel GMA X3100 144mb. 
- модели А1181 2009г.(5.2),А1278 2008г.(5.1),А1342 2009г.(6.1) Nvidia GeForce 9400m 256mb.
- модель А1342 2010г.(7.1) Nvidia GeForce 320m 256mb.
- Звук — встроенные стереодинамики, всенаправленный микрофон, комбинированный оптический цифровой/аналоговый аудиовход (мини-джек), комбинированный оптический цифровой аудиовход/выход для наушников (мини-джек), поддержка стереогарнитуры Apple с микрофоном.
- Оперативная память:

В зависимости от модели и года выпуска, ноутбук использует оперативную память SODIMM DDR3 или SODIMM DDR2. Объем оперативной памяти можно увеличить самостоятельно, в ноутбуке есть 2 слота.
-А1181 2006-2007г. (1.1,2.1). 512mb-1gb DDR2 667mhz, с возможностью увеличения до 3гб.
-A1181 2007-2008г. (3.1,4.1,4.2). 1gb-2gb DDR2 667mhz, с возможностью увеличения до 4гб.
-А1181 2009г. (5.2). 2gb DDR2 800mhz, с возможностью увеличения до 4гб. 
-A1278 2008г. (5.1), А1342 2009г. (6.1). 2gb DDR3 1066mhz, с возможностью увеличения до 8гб. 
-А1342 2010г. (7.1). 2gb DDR3 1066mhz, с возможностью увеличения до 16гб. 
Несмотря на то, что официально объем поддерживаемой памяти меньше, все устройства проверены и стабильно работают в конфигурации которая описана выше. Данные ноутбуки будут работать только с памятью 667,800,1066mhz. Память нужно подобрать точно по частоте исходя из списка, автоматически ноутбук не может понизить частоты памяти. 
- Жёсткий диск Serial ATA 5400 об/мин объёмом 60-500 Гбайт в зависимости от модели. Есть возможность самостоятельной установки SSD диска объемом до 2тб. Контролер поддерживает SATA 2.0 (3 Gbit/s).
- Оптический привод — 8-скоростной SuperDrive (DVD±R DL/DVD±RW/CD-RW).
- Соединения и возможности расширения — 2 порта USB 2.0 (до 480 Мбит/с), Mini DisplayPort, разъём для установки замка Kensington.
- Сетевые интерфейсы — встроенная поддержка беспроводной сети AirPort Extreme Wi-Fi2 (на основе проекта спецификации IEEE 802.11n); совместимость со стандартом IEEE 802.11a/b/g, встроенный модуль Bluetooth 2.1 + EDR (повышенная скорость передачи данных), Встроенный модуль 10/100/1000 BASE-T Gigabit Ethernet (разъём RJ-45).
- Аккумулятор и питание — литиевый аккумулятор с полимерным электролитом 45 Вт·ч, адаптер питания MagSafe мощностью 60 Вт с системой размещения кабелей.
- Встроенная камера — iSight.
- Ввод — трекпад мультитач для точного управления курсором: поддержка прокрутки двумя пальцами, масштабирования, поворота, пролистывания, одинарного и двойного касания, жестов с использованием трёх или четырёх пальцев, а также перетаскивания мышью; встроенная полноразмерная клавиатура с 78 (США) или 79 (ISO) клавишами с подсветкой (только для модели с процессором 2,4 ГГц), включая 12 функциональных клавиш и 4 клавиши-стрелки (в виде перевёрнутой «T»).

## Оригинальная модель из поликарбоната

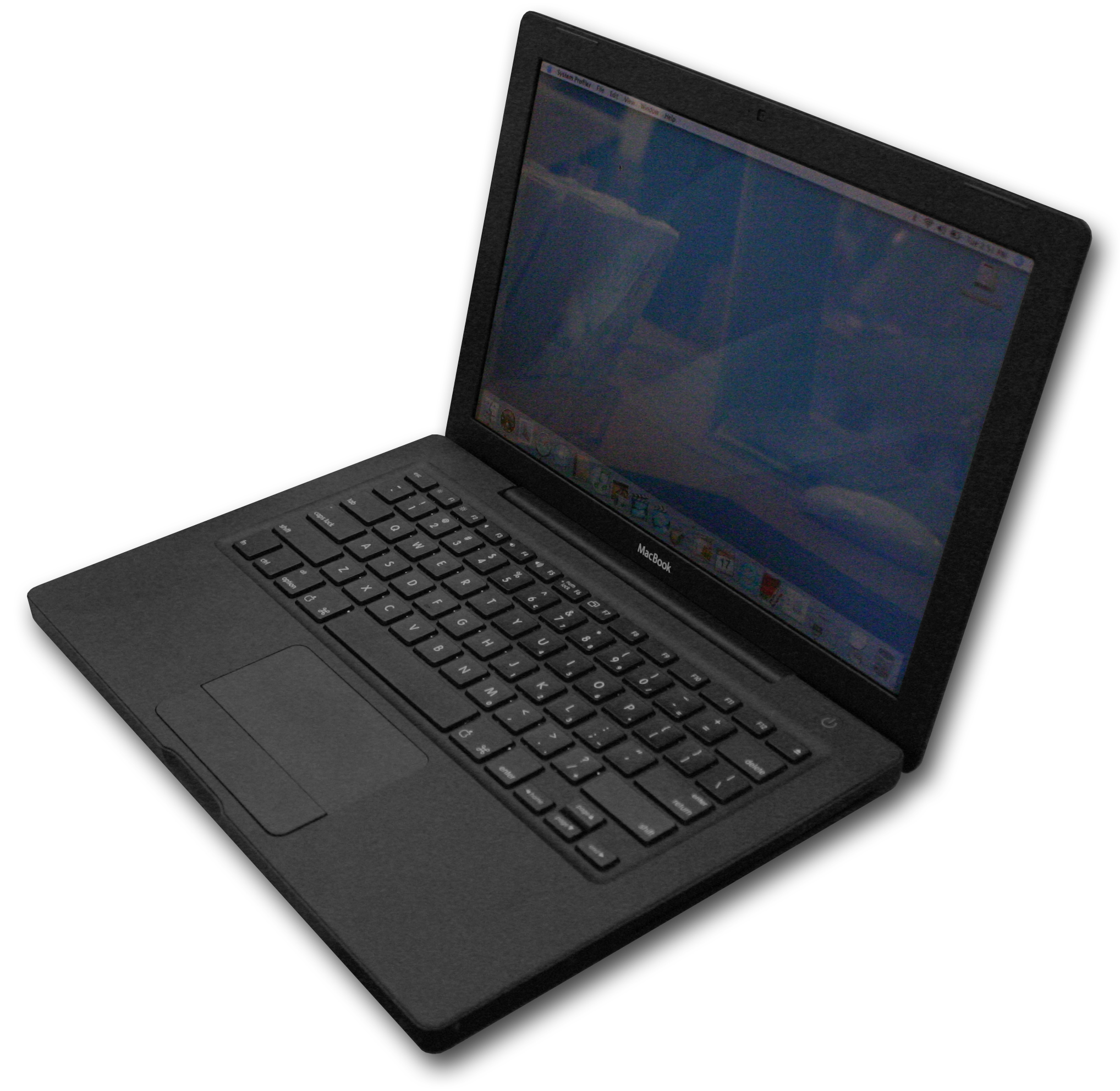
Чёрный поликарбонатовый MacBook первого поколения, 2006

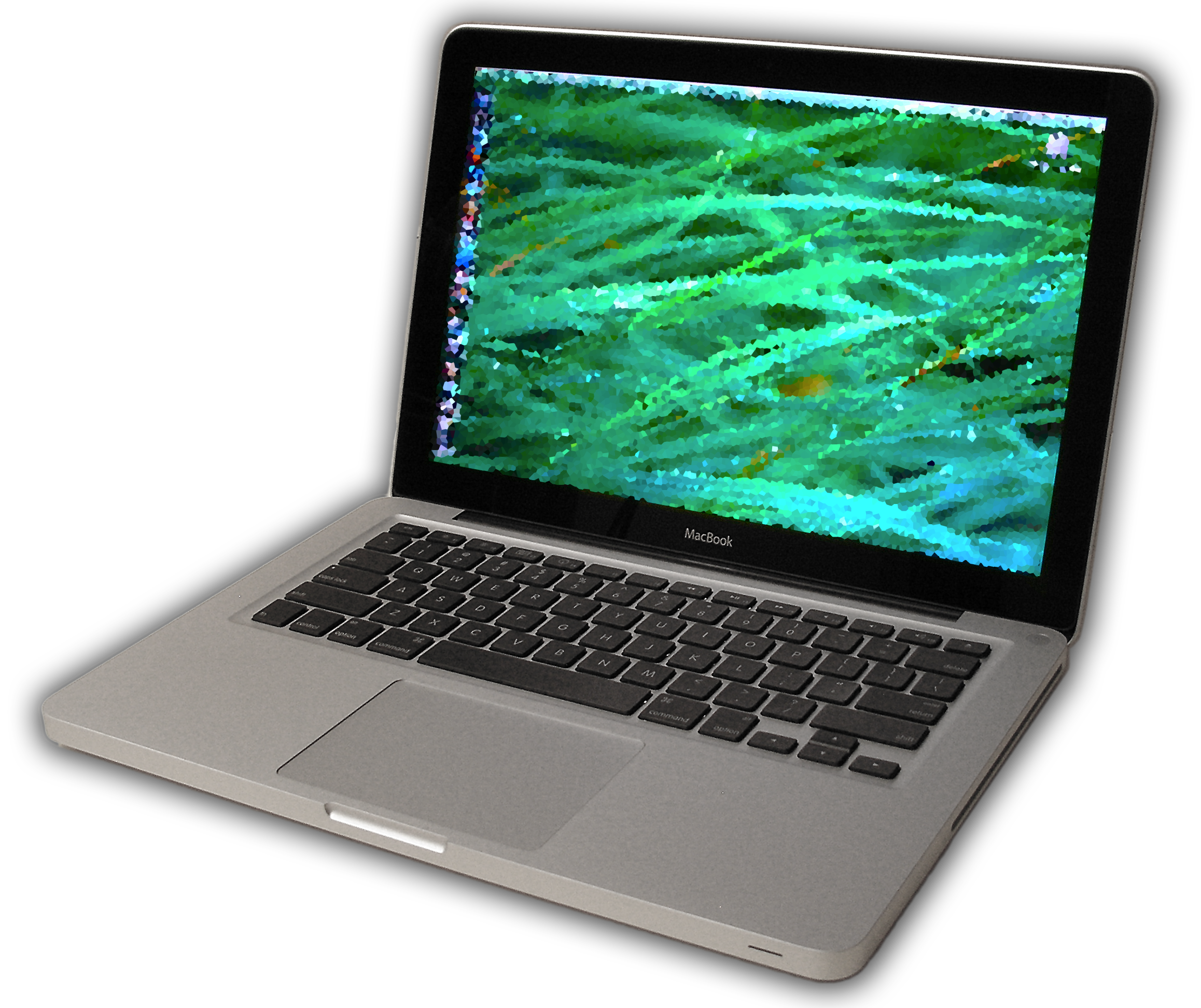
Алюминиевый MacBook с цельным корпусом

Оригинальный MacBook, выпущенный 16 мая 2006 года, был доступен в чёрном и белом корпусах с процессором Core Duo, чипсетом 945GM и встроенным графическим чипом на 667 МГц. Позже его поменяли на Core 2 Duo и чипсет 965GM со встроенной графической картой GMA X3100 на 800 МГц. Продажу версии MacBook из чёрного поликарбоната прекратили в октябре 2008 года после начала продаж алюминиевых MacBook.
MacBook был одной из первых моделей (первым был MacBook Pro), в которую Apple внедрила разъем питания MagSafe.
На май 2010 года модельный ряд данного класса был представлен одним ноутбуком, в корпусе из поликарбоната белого цвета, с несколькими различными характеристиками.
При размерах 33,03×23,17×2,74 см и весе в 2,13 кг MacBook предлагал следующий набор аппаратных составляющих: видеокарта GeForce 320M, процессор Core 2 Duo 2,4 ГГц, ЖК-экран 13" с разрешением 1280×800, сетевая карта скоростью 10/100/1000 мегабит, беспроводные средства связи (Bluetooth, Wi-Fi), USB, цифровые (оптические) и аналоговые аудиовход и аудиовыход и другие.

### Дизайн
Хотя MacBook в основном следуют промышленному стандарту дизайна PowerBook G4, он стал первым ноутбуком Apple, который начал использовать такие стандарты как глянцевый экран, утопленная клавиатура и немеханическая защёлка. В 2007 году клавиатура получила несколько изменений, в частности она стала похожа на клавиатуру, поставляемую с iMac, добавив то же сочетание клавиш для управления мультимедиа и удалив встроенную виртуальную цифровую клавиатуру, а также логотип Apple c командных кнопок.

### Порты
Порты расположены по левому краю: кенсингтонский замок, аудиовход/выход, два порта USB 2.0, FireWire 400, mini-DVI, Gigabit Ethernet и разъем питания MagSafe.
Спереди находится ИК-приёмник для Apple Remote; с правого края — только CD-привод.

### Модели
| Компоненты                                    | Core Duo                                                                                              | Core 2 Duo | Core 2 Duo | Core 2 Duo | Core 2 Duo | Core 2 Duo | Core 2 Duo | Core 2 Duo | Core 2 Duo |               |               |               |               |               |               |               |               |
| Модель                                        | Начало 2006                                                                                           | Конец 2006 | Середина 2007 | Конец 2007 | Начало 2008 | Конец 2008 (Белый) | Начало 2009 (Белый) | Середина 2009 | Середина 2010 |               |               |               |               |               |               |               |               |
| Даты выпуска                                  | 16 мая 2006                                                                                           | 8 ноября 2006 | 15 мая 2007 | 1 ноября 2007 | 26 февраля 2008 | 14 октября 2008 | 21 января 2009 | 27 мая 2009 | 27 мая 2010 |               |               |               |               |               |               |               |               |
| Номера моделей                                | MA254*/A MA255*/A MA472*/A                                                                            | MA699*/A MA700*/A MA701*/A | MB061*/A MB062*/A MB063*/A | MB061*/B MB062*/B MB063*/B | MB402*/A MB403*/A MB404*/A | MB402*/B | MB881*/A | MC240*/A | MC516*/A |               |               |               |               |               |               |               |               |
| Модельный ряд                                 | MacBook1,1                                                                                            | MacBook2,1 | MacBook2,1 | MacBook3,1 | MacBook4,1 | MacBook4,2 | MacBook5,1 | MacBook5,2 | MacBook7,1 |               |               |               |               |               |               |               |               |
| Дисплей                                       | 13,3-дюймовый глянцевый широкоформатный с разрешением 1280×800. CCFL подсветка                        | 13,3-дюймовый глянцевый широкоформатный с разрешением 1280×800. CCFL подсветка                                                      | 13,3-дюймовый глянцевый широкоформатный с разрешением 1280×800. CCFL подсветка                                                    | 13,3-дюймовый глянцевый широкоформатный с разрешением 1280×800. CCFL подсветка                                                    | 13,3-дюймовый глянцевый широкоформатный с разрешением 1280×800. CCFL подсветка                                                    | 13,3-дюймовый глянцевый широкоформатный с разрешением 1280×800. CCFL подсветка                                                    | 13,3-дюймовый глянцевый широкоформатный с разрешением 1280×800. CCFL подсветка                                                    | 13,3-дюймовый глянцевый широкоформатный с разрешением 1280×800. CCFL подсветка                                                    | LED подсветка | LED подсветка | LED подсветка | LED подсветка | LED подсветка | LED подсветка | LED подсветка | LED подсветка | LED подсветка |
| Встроенный графический чип                    | 667 МГц                                                                                               | 667 МГц | 667 МГц | 800 МГц | 800 МГц | 800 МГц | 1066 МГц | 1066 МГц | GeForce 320M |               |               |               |               |               |               |               |               |
| Процессор                                     | 1,83/2,0 ГГц Core Duo (T2400/T2500)                                                                   | 1,83/2,0 ГГц Core 2 Duo (T5600/T7200)                                                                                               | 2,0/2,16 ГГц Core 2 Duo (T7200/T7400)                                                                                             | 2,0/2,2 ГГц Core 2 Duo (T7300/T7500)                                                                                              | 2,1/2,4 ГГц Core 2 Duo (T8100/T8300)                                                                                              | 2,1 ГГц Core 2 Duo (T8100) | 2,0 ГГц Core 2 Duo (P7350) | 2,13 ГГц Core 2 Duo (P7450) | 2,4 ГГц Core 2 Duo (P8600) |               |               |               |               |               |               |               |               |
| Оперативная память (два слота для DDR2 SDRAM) | 512 Мбайт (2×256 Мбайт) с частотой 667 МГц (PC2-5300)                                                 | 512 Мбайт (2×256 Мбайт) или 1 Гбайт (2×512 Мбайт) с частотой 667 МГц (PC2-5300)                                                     | 1 Гбайт (2×512 Мбайт) с частотой 667 МГц (PC2-5300)                                                                               | 1 Гбайт (2×512 Мбайт) или 2 Гбайт (2×1 Гбайт) с частотой 667 МГц (PC2-5300)                                                       | 1 Гбайт (2×512 Мбайт) или 2 Гбайт (2×1 Гбайт) с частотой 667 МГц (PC2-5300)                                                       | 1 Гбайт (2×512 Мбайт) с частотой 667 МГц (PC2-5300)                                                                               | 2 Гбайт (2×1 Гбайт) с частотой 667 МГц (PC2-5300)                                                                                 | 2 Гбайт (2×1 Гбайт) с частотой 800 МГц (PC2-6400)                                                                                 | 2 Гбайт (2×1 Гбайт) с частотой 1066 МГц (PC3-8500)                                                                                |               |               |               |               |               |               |               |               |
| Видеокарта (встроена)                         | GMA 950                                                                                               | GMA 950 | GMA 950 | GMA X3100 | GMA X3100 | GMA X3100 | GeForce 9400M | GeForce 9400M | GeForce 320M |               |               |               |               |               |               |               |               |
| Жёсткий диск                                  | 60/80 Гбайт                                                                                           | 60/80/120 Гбайт | 80/120/160 Гбайт | 80/120/160 Гбайт | 120/160/250 Гбайт | 120 Гбайт | 120 Гбайт | 160 Гбайт | 250 Гбайт |               |               |               |               |               |               |               |               |
| Wi-Fi                                         | Встроенная карта AirPort Extreme 802.11a/b/g                                                          | Встроенная карта AirPort Extreme 802.11a/b/g                                                                                        | Встроенная карта AirPort Extreme 802.11a/b/g (на основании проекта спецификации IEEE 802.11n)                                     | Встроенная карта AirPort Extreme 802.11a/b/g (на основании проекта спецификации IEEE 802.11n)                                     | Встроенная карта AirPort Extreme 802.11a/b/g (на основании проекта спецификации IEEE 802.11n)                                     | Встроенная карта AirPort Extreme 802.11a/b/g (на основании проекта спецификации IEEE 802.11n)                                     | Встроенная карта AirPort Extreme 802.11a/b/g (на основании проекта спецификации IEEE 802.11n)                                     | Встроенная карта AirPort Extreme 802.11a/b/g (на основании проекта спецификации IEEE 802.11n)                                     | Встроенная карта AirPort Extreme 802.11a/b/g/n                                                                                    |               |               |               |               |               |               |               |               |
| Комбо-привод оптических дисков (базовый)      | 8-скоростной DVD считывающий, 24-скоростной CD-R и 10-скоростной CD-RW пишущий                        | 8-скоростной DVD считывающий, 24-скоростной CD-R и 16-скоростной CD-RW пишущий                                                      | 8-скоростной DVD считывающий, 24-скоростной CD-R и 16-скоростной CD-RW пишущий                                                    | 8-скоростной DVD считывающий, 24-скоростной CD-R и 16-скоростной CD-RW пишущий                                                    | 8-скоростной DVD считывающий, 24-скоростной CD-R и 16-скоростной CD-RW пишущий                                                    | — | — | — | — |               |               |               |               |               |               |               |               |
| Оптический привод SuperDrive                  | 8-скоростной читающий DVD±R DL, 4-скоростной пишущий DVD±RW, 24-скоростной CD-R и 10-скоростной CD-RW | 2,4-скоростной пишущий DVD+R DL, 6-скоростной читающий DVD±R, 4-скоростной пишущий DVD±RW, 24-скоростной CD-R и 10-скоростной CD-RW | 4-скоростной пишущий DVD+R DL, 8-скоростной читающий DVD±R, 4-скоростной пишущий DVD±RW, 24-скоростной CD-R и 10-скоростной CD-RW | 4-скоростной пишущий DVD+R DL, 8-скоростной читающий DVD±R, 4-скоростной пишущий DVD±RW, 24-скоростной CD-R и 10-скоростной CD-RW | 4-скоростной пишущий DVD+R DL, 8-скоростной читающий DVD±R, 4-скоростной пишущий DVD±RW, 24-скоростной CD-R и 10-скоростной CD-RW | 4-скоростной пишущий DVD+R DL, 8-скоростной читающий DVD±R, 4-скоростной пишущий DVD±RW, 24-скоростной CD-R и 10-скоростной CD-RW | 4-скоростной пишущий DVD+R DL, 8-скоростной читающий DVD±R, 4-скоростной пишущий DVD±RW, 24-скоростной CD-R и 10-скоростной CD-RW | 4-скоростной пишущий DVD+R DL, 8-скоростной читающий DVD±R, 4-скоростной пишущий DVD±RW, 24-скоростной CD-R и 10-скоростной CD-RW | 4-скоростной пишущий DVD+R DL, 8-скоростной читающий DVD±R, 4-скоростной пишущий DVD±RW, 24-скоростной CD-R и 10-скоростной CD-RW |               |               |               |               |               |               |               |               |
| Операционная система                          | Mac OS X 10.4 / 10.4.6                                                                                | Mac OS X 10.4 / 10.4.8 | Mac OS X 10.4 / 10.4.9 или v10.4.10                                                                                               | Mac OS X 10.5 | Mac OS X 10.5 / 10.5.2 или 10.5.4                                                                                                 | Mac OS X 10.5 / 10.5.4 | Mac OS X 10.5 / 10.5.6 | Mac OS X 10.5 / 10.5.6 | Mac OS X 10.6.3 |               |               |               |               |               |               |               |               |
| Аккумулятор                                   | 55 Вт·ч литий-ионный аккумулятор                                                                      | 55 Вт·ч литий-ионный аккумулятор | 55 Вт·ч литий-ионный аккумулятор                                                                                                  | 55 Вт·ч литий-ионный аккумулятор                                                                                                  | 55 Вт·ч литий-ионный аккумулятор                                                                                                  | 55 Вт·ч литий-ионный аккумулятор                                                                                                  | 55 Вт·ч литий-ионный аккумулятор                                                                                                  | 55 Вт·ч литий-ионный аккумулятор                                                                                                  | 55 Вт·ч литий-ионный аккумулятор                                                                                                  |               |               |               |               |               |               |               |               |
| Вес                                           | 5,2 фунта / 2,4 кг                                                                                    | 5,2 фунта / 2,4 кг | 5,1 фунт / 2,3 кг | 5,0 фунтов / 2,3 кг | 5,0 фунтов / 2,3 кг | 5,0 фунтов / 2,3 кг | 5,0 фунтов / 2,3 кг | 5,0 фунтов / 2,3 кг | 5,0 фунтов / 2,3 кг |               |               |               |               |               |               |               |               |
| Размеры                                       | 2,75×32,5×22,7 см                                                                                     | 2,75×32,5×22,7 см | 2,75×32,5×22,7 см | 2,75×32,5×22,7 см | 2,75×32,5×22,7 см | 2,75×32,5×22,7 см | 2,75×32,5×22,7 см | 2,75×32,5×22,7 см | 2,75×32,5×22,7 см |               |               |               |               |               |               |               |               |

## Критика и недостатки
Известно, что резиновое основание универсальных MacBook’ов отслаивается. Apple заметила это как недостаток и обещала заменять дно бесплатно, с гарантией или без неё. Некоторые потребители также сообщали о дефектах на своих ЖК-дисплеях в моделях на середину 2010—2011 годов. Среди наиболее распространённых симптомов встречаются следующие: картинка искажается, возникают артефакты и появляются горизонтальные либо вертикальные полосы.
Также адаптеры питания MagSafe подвержены частым поломкам. После судебного иска Apple обещала заменить эти адаптеры для жителей США.
У некоторых MacBook в проявлялась уязвимость для iSeeYou, что потенциально позволяет их камерам iSight записывать пользователя без его ведома.